# Mogens Scott-Hansen
Mogens Scott Hansen (Scott) (født 1929 i Assens - død 2004 i Ulkebøl) var en dansk amatørhistoriker. Han er kendt for sit meget store ulønnede pionerarbejde med at registrere og formidle den glemte og delvis forsvundne tyske forsvarsstilling fra 1. verdenskrig, Sikringsstilling Nord.

## Scotts baggrund
Scott var søn af en skolelærer, og fattede tidligt interesse for historie. Som syvårig flyttede Mogens Scott Hansen med faderen til Odense, hvor han boede de næste 18 år.
I 1955 dimitterede han som maskiningeniør fra Odense Maskinteknikum og efter forskellige kortere ansættelser, blev han i 1969 ingeniør på Danfoss på Als.

## Hans første møde med Sikringsstilling Nord
I 1942 så den da 12 årige Mogens Scott Hansen første gang dele af Sikringsstilling Nord.
Det var observationsbunkeren på Store Borgbjerg, der dog ikke var beskrevet nogen steder. 

## Arkiverne.
I forbindelsen med sin ansættelse på Danfoss på Als var Mogens Scott Hansen flyttet til Guderup på Als. Han fattede igen interesse for det gamle tyske anlæg, men historisk var anlægget både væk og glemt.
I 1975 blev han opmærksom på nogle artikler om Sikringsstilling Nord i Sønderjysk månedsskrift. De var skrevet af Ulrich greve Holstein og dr. phil Thøger Bang. Her var den overordnede historie beskrevet, og Mogens Scott Hansen opdagede at det faktisk drejede sig om et enormt anlæg med hundredvis af konstruktioner.

## Arbejdet med stillingen.
Med udgangspunkt i de gamle rapporter begyndte Scott i 1975 at søge og registrere anlæggene fra øst mod vest tværs over Sønderjylland. 
Der var op mod ni hundrede anlæg. Nogle synlige, nogle tildækkede eller sprængte. Scott satte sig for at finde og registrere dem alle. 
Ud over at finde, opmåle og registrere de enkelte anlæg, begyndte Scott nu også et kæmpeprojekt med at interviewe vidner og dermed samle et stort førstehåndsmateriale. I sidste øjeblik, for disse vidner var langt oppe i årene. Han optog over 700 interviews på bånd, hvilket blev et meget væsentligt bidrag til historieskrivningen.
I 1978 opsagde han sit arbejde som ingeniør for at hellige sig opgaven på fuld tid. 
Da der ikke var meget økonomisk råderum, konstruerede ingeniøren Scott forskellige sindrige hjemmemodificerede maskiner og instrumenter. Samtidig kunne han trække på et stort netværk. Bl.a. lånte han en militær bombesøger på en nærliggende flyvestation. Denne kunne registrere metal, og dermed armerings-jernene i en sprængt og begravet bunker i op til otte meters dybde.
Sideløbende afholdt Scott et stort antal fordrag og rundvisninger. Disse var medvirkende til bevidstgørelsen af anlægget historie og de enkelte anlægs betydning. En del anlæg blev hermed reddet fra ødelæggelse.

## Livsværket
Scott  døde i 2004. Han nåede i 1992 at udgive bogen "Sikringsstilling Nord" i samarbejde med Skov- og Naturstyrelsen.
Han efterlod sit store og omfattende livsværk, men med hjælp fra sin hustru og sine nærmeste samarbejdspartnere blev det meste bevaret. En del af arkiverne findes i dag i digitaliseret form på Institut for Sønderjysk Lokalhistorie (ISL) i Åbenrå. Blandt dette materiale er lydfilerne fra de mange interviews. 
Scotts arkiver og mange af hans konstruktioner blev overført til den nystiftede Støtteforening for Sikringsstilling Nord i 2013. 